# Sebastian Nowak (ur. 1982)
Sebastian Andrzej Nowak (ur. 13 stycznia 1982 w Jastrzębiu-Zdroju) – polski piłkarz grający na pozycji bramkarza.
Absolwent Akademii Wychowania Fizycznego w Katowicach.
W Ekstraklasie rozegrał 42 spotkania.

## Kariera klubowa

### Początki
Nowak jest wychowankiem Miejskiego Ośrodka Sportu i Rekreacji w Jastrzębiu-Zdroju. W macierzystym klubie grał do końca sezonu 2000/2001.

### Górnik Jastrzębie
Po sezonie 2000/2001 Nowak przeszedł do Górnika Jastrzębie. W sezonie 2001/2002 grał w jastrzębskich barwach w III lidze, a po jego zakończeniu drużyna spadła do IV ligi, w której w nowym sezonie Nowak rozegrał wszystkie mecze rundy jesiennej w pełnym wymiarze czasowym. Łącznie w Górniku Jastrzębie rozegrał 30 spotkań ligowych.

### Ruch Chorzów
31 stycznia 2003 roku Nowak podpisał pięcioletni kontrakt z Ruchem Chorzów. W chorzowskim klubie zadebiutował 16 marca 2003 roku w przegranym 0:3 meczu z Wisłą Kraków w ramach rozgrywek I ligi. Łącznie w Ruchu Chorzów rozegrał 81 spotkań (w tym 12 w najwyższej klasie rozgrywkowej).

### Górnik Zabrze
13 sierpnia 2007 roku Nowak podpisał pięcioipółletni kontrakt z Górnikiem Zabrze, do którego przeszedł 1 stycznia 2008 roku (po wygaśnięciu kontraktu z Ruchem Chorzów). Nowak zadebiutował w barwach nowego klubu 27 lutego 2008 roku w przegranym 0:1 meczu z Cracovią w ramach rozgrywek Pucharu Ekstraklasy, a debiut w Górniku w rozgrywkach najwyższej klasy rozgrywkowej zaliczył 3 maja 2008 roku w zremisowanym 0:0 meczu z GKS-em Bełchatów. 23 lutego 2009 roku, w wyniku odejścia Jerzego Brzęczka, został nowym kapitanem zabrzańskiego klubu. Pełnił tę funkcję do 6 lipca 2009 roku, kiedy nowym kapitanem Górnika został Adam Banaś. Łącznie w Górniku Zabrze rozegrał 76 spotkań (w tym 30 w najwyższej klasie rozgrywkowej). 1 lipca 2011 roku rozwiązał kontrakt z Górnikiem Zabrze za porozumieniem stron. Umowa miała obowiązywać jeszcze przez 2 lata.

### Termalica Bruk-Bet Nieciecza
4 lipca 2011 roku Nowak podpisał dwuletni kontrakt z Termalicą Bruk-Bet Nieciecza. Nowak zadebiutował w barwach nowego klubu 22 lipca 2011 roku w wygranym 1:0 meczu z GKS-em Katowice w ramach rozgrywek I ligi. W czerwcu 2013 roku przedłużył umowę z niecieczańskim klubem. 8 września 2013 roku zadebiutował w roli kapitana w wygranym 1:0 meczu z GKS-em Bełchatów w ramach rozgrywek I ligi. Łącznie w Termalice rozegrał 82 spotkania.

## Kariera reprezentacyjna
W 2006 roku Nowak wystąpił w reprezentacji Śląska w towarzyskim, charytatywnym meczu z reprezentacją Polski.

## Gol
25 kwietnia 2016 roku Sebastian Nowak strzelił głową gola w doliczonym czasie gry po rzucie rożnym wykonywanym przez Dawida Plizgę w wyjazdowym spotkaniu Termaliki przeciwko Wiśle Kraków (2:2), dając tym samym drużynie z Niecieczy remis. Był to pierwszy w historii Ekstraklasy gol strzelony z gry przez bramkarza.

## Statystyki kariery klubowej
Aktualne na 28 listopada 2017
| Klub                         | Sezon                  | Liga                   | Liga  | Liga | Puchar krajowy | Puchar krajowy | Puchar ligi | Puchar ligi | Europa | Europa | Inne  | Inne | Łącznie | Łącznie |
| Klub                         | Sezon                  | Liga                   | Mecze | Gole | Mecze          | Gole           | Mecze       | Gole        | Mecze  | Gole   | Mecze | Gole | Mecze   | Gole    |
| Górnik Jastrzębie            | 2001/2002              | III liga               | 15    | 0    | –              | –              | –           | –           | –      | –      | –     | –    | 15      | 0       |
| Górnik Jastrzębie            | 2002/2003 (j)          | IV liga                | 15    | 0    | –              | –              | –           | –           | –      | –      | –     | –    | 15      | 0       |
| Górnik Jastrzębie            | Razem                  | Razem                  | 30    | 0    | –              | –              | –           | –           | –      | –      | –     | –    | 30      | 0       |
| Ruch Chorzów                 | 2002/2003 (w)          | I liga                 | 5     | 0    | 0              | 0              | –           | –           | –      | –      | –     | –    | 5       | 0       |
| Ruch Chorzów                 | 2003/2004              | II liga                | 11    | 0    | 0              | 0              | –           | –           | –      | –      | 0     | 0    | 11      | 0       |
| Ruch Chorzów                 | 2004/2005              | II liga                | 25    | 0    | 0              | 0              | –           | –           | –      | –      | 2     | 0    | 27      | 0       |
| Ruch Chorzów                 | 2005/2006              | II liga                | 17    | 0    | 0              | 0              | –           | –           | –      | –      | –     | –    | 17      | 0       |
| Ruch Chorzów                 | 2006/2007              | II liga                | 9     | 0    | 4              | 0              | –           | –           | –      | –      | –     | –    | 13      | 0       |
| Ruch Chorzów                 | 2007/2008 (j)          | I liga                 | 7     | 0    | 0              | 0              | 1           | 0           | –      | –      | –     | –    | 8       | 0       |
| Ruch Chorzów                 | Razem                  | Razem                  | 74    | 0    | 4              | 0              | 1           | 0           | –      | –      | 2     | 0    | 81      | 0       |
| Górnik Zabrze                | 2007/2008 (w)          | I liga                 | 3     | 0    | –              | –              | 4           | 0           | –      | –      | –     | –    | 7       | 0       |
| Górnik Zabrze                | 2008/2009              | Ekstraklasa            | 20    | 0    | 1              | 0              | 5           | 0           | –      | –      | –     | –    | 26      | 0       |
| Górnik Zabrze                | 2009/2010              | I liga                 | 34    | 0    | 1              | 0              | –           | –           | –      | –      | –     | –    | 35      | 0       |
| Górnik Zabrze                | 2010/2011              | Ekstraklasa            | 7     | 0    | 1              | 0              | –           | –           | –      | –      | –     | –    | 8       | 0       |
| Górnik Zabrze                | Razem                  | Razem                  | 64    | 0    | 3              | 0              | 9           | 0           | –      | –      | –     | –    | 76      | 0       |
| Termalica Bruk-Bet Nieciecza | 2011/2012              | I liga                 | 32    | 0    | 0              | 0              | –           | –           | –      | –      | –     | –    | 32      | 0       |
| Termalica Bruk-Bet Nieciecza | 2012/2013              | I liga                 | 33    | 0    | 1              | 0              | –           | –           | –      | –      | –     | –    | 34      | 0       |
| Termalica Bruk-Bet Nieciecza | 2013/2014              | I liga                 | 16    | 0    | 0              | 0              | –           | –           | –      | –      | –     | –    | 16      | 0       |
| Termalica Bruk-Bet Nieciecza | 2014/2015              | I liga                 | 34    | 0    | 0              | 0              | –           | –           | –      | –      | –     | –    | 34      | 0       |
| Termalica Bruk-Bet Nieciecza | 2015/2016              | Ekstraklasa            | 24    | 1    | 0              | 0              | –           | –           | –      | –      | –     | –    | 24      | 1       |
| Razem                        | Razem                  | Razem                  | 139   | 1    | 1              | 0              | –           | –           | –      | –      | –     | –    | 140     | 1       |
| GKS Katowice                 | 2016/2017              | I liga                 | 14    | 0    | 1              | 0              | –           | –           | –      | –      | –     | –    | 15      | 0       |
| GKS Katowice                 | 2017/2018              | I liga                 | 12    | 0    | 0              | 0              | –           | –           | –      | –      | –     | –    | 12      | 0       |
| Razem                        | Razem                  | Razem                  | 26    | 0    | 1              | 0              | –           | –           | –      | –      | –     | –    | 27      | 0       |
| Łącznie w Ekstraklasie       | Łącznie w Ekstraklasie | Łącznie w Ekstraklasie | 66    | 1    | –              | –              | –           | –           | –      | –      | –     | –    | –       | –       |
| Łącznie w I lidze            | Łącznie w I lidze      | Łącznie w I lidze      | 237   | 0    | –              | –              | –           | –           | –      | –      | –     | –    | –       | –       |
| Łącznie w II lidze           | Łącznie w II lidze     | Łącznie w II lidze     | 15    | 0    | –              | –              | –           | –           | –      | –      | –     | –    | –       | –       |
| Łącznie w III lidze          | Łącznie w III lidze    | Łącznie w III lidze    | 15    | 0    | –              | –              | –           | –           | –      | –      | –     | –    | –       | –       |
| Łącznie w karierze           | Łącznie w karierze     | Łącznie w karierze     | 334   | 1    | 9              | 0              | 10          | 0           | –      | –      | 2     | 0    | 354     | 1       |